# يوم خال من التدخين
يوم عدم التدخين No Smoking Day هو يوم سنوي للتوعية الصحية في المملكة المتحدة يهدف إلى مساعدة المدخنين الذين يرغبون في الإقلاع عن التدخين. عُقد هذا اليوم لأول مرة في يوم أربعاء الرماد في عام 1984، ويقام الآن في يوم الأربعاء من الأسبوع الثاني من شهر مارس.
يتم الترويج للحملة كل عام بفكرة رئيسية في شكل عبارة قصيرة. عام 2010 كان هذا الموضوع هو «التحرر»، مما شجع المدخنين على التحرر من سلاسل السجائر والإقلاع عن التدخين في يوم عدم التدخين. كان موضوع عام 2011 هو «حان وقت الإقلاع عن التدخين ؟». وجدت الأبحاث التي أجرتها جي أف كي نوب بعد حملة 2009 أن 1 من كل 10 مدخنين ترك التدخين في يوم عدم التدخين.

## الادارة
تم إدارة الحملة من قبل مؤسسة خيرية تحمل الاسم نفسه، ومقرها لندن مع أربعة موظفين بدوام كامل، حتى تم دمج ذلك مع مؤسسة القلب البريطانية في عام 2011. ويتم تمويله من قبل تحالف من منظمات القطاع الحكومي والتطوعية مع الاهتمام بالصحة. كان أحدث رئيس لـيوم خالٍ من التدخين هو رجل الأعمال والشخصية التلفزيونية والناشط المناهض للتبغ صاحب الرتبة دونكان بانتاين [الإنجليزية]. كان باناتين مدخنًا سابقًا الذ قد تولى علنًا شركة برتيش أمريكان توباكو في اجتماع الجمعية العمومية في أبريل 2008.

## انظر ايضا
- حملة أمريكية عظيمة ضد التدخين
- اليوم العالمي دون تدخين
- العمل الطلابي ضد التدخين
- التعاونية الشبابية للإقلاع عن التبغ
- قانون تدخين السجائر للصحة العامة
- هجوم مضاد للتبغ
- أربعاء الرماد